# 赫拉祖尼夫卡
49°24′35″N 36°37′26″E / 49.40972°N 36.62389°E
赫拉祖尼夫卡（烏克蘭語：Глазунівка）是位於烏克蘭東部的村莊，由哈爾科夫州伊久姆區的頓涅茨市鎮負責管轄。該村面積1.03平方公里，海拔高度146米，2001年人口137，人口密度每平方公里133.5人。